# Химическое оружие
Хими́ческое ору́жие — оружие массового поражения, действие которого основано на токсических свойствах отравляющих веществ (ОВ), и средства их применения: артиллерийские снаряды, ракеты, мины, авиационные бомбы, газомёты, системы баллонного газопуска, ВАПы (выливные авиационные приборы), гранаты, шашки. Наряду с ядерным и биологическим (бактериологическим) оружием, относится к оружию массового поражения (ОМП).
Применение химического оружия несколько раз запрещалось различными международными договорённостями:
- Гаагской конвенцией 1899 года, статья 23 которой запрещает применение боеприпасов, единственным предназначением которых является отравление живой силы противника;
- Женевским протоколом 1925 года;
- Конвенцией о запрещении разработки, производства, накопления и применения химического оружия и о его уничтожении 1993 года.

## Виды химического оружия

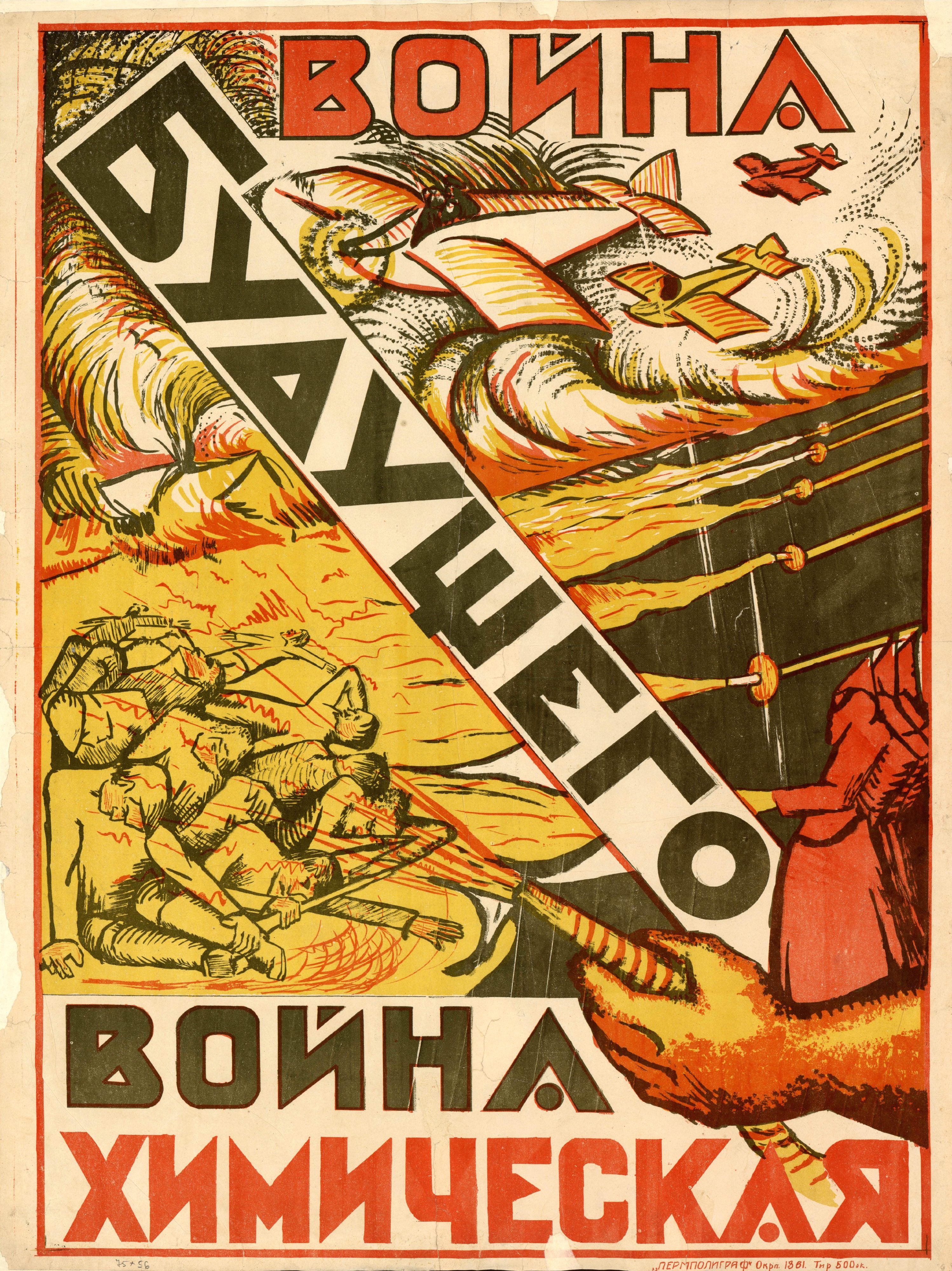
Агитационный плакат «Война будущего — война химическая». Неизвестный художник. Пермь, 1925 год

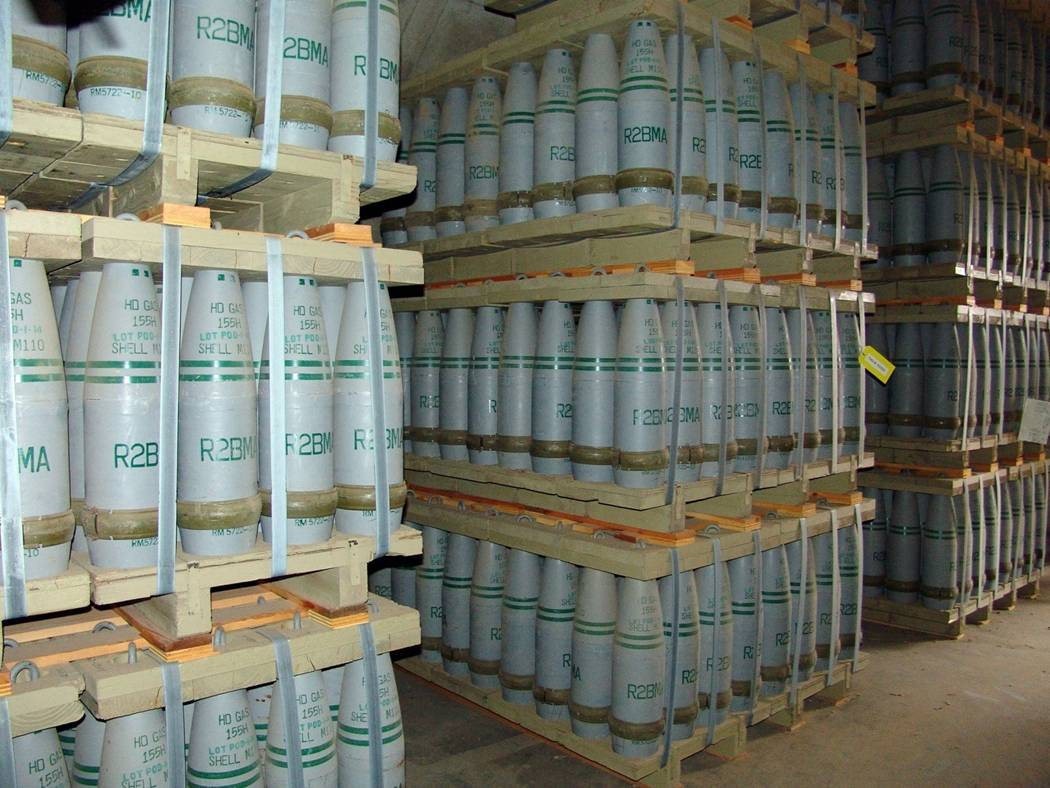
155-мм химические артиллерийские снаряды с дистиллированным ипритом маркированы двумя зелёными полосками и надписью «HD GAS» (США)

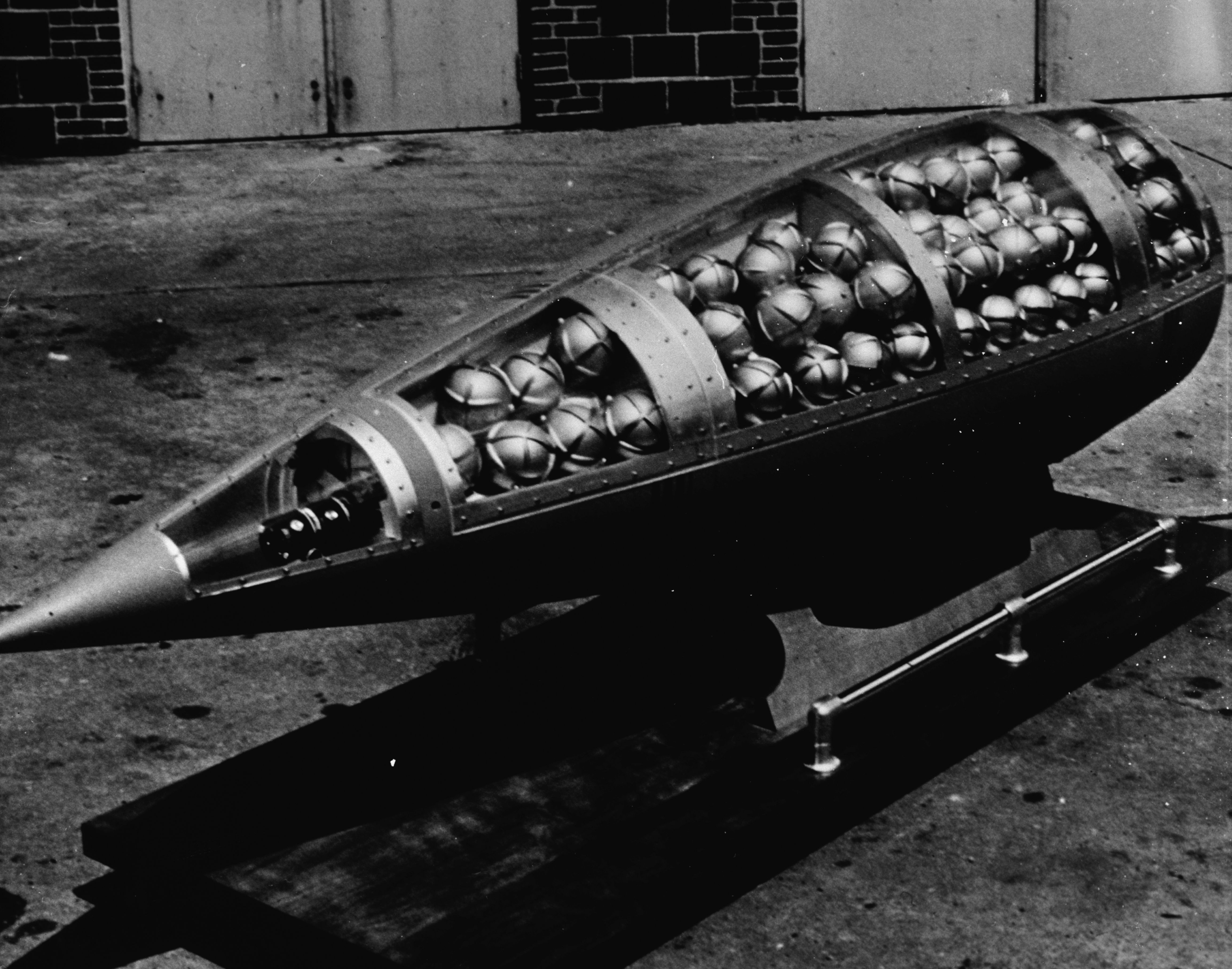
Химическая кассетная боеголовка M134 (в разрезе) ракеты MGR-1 со снаряжёнными зарином контейнерами M139

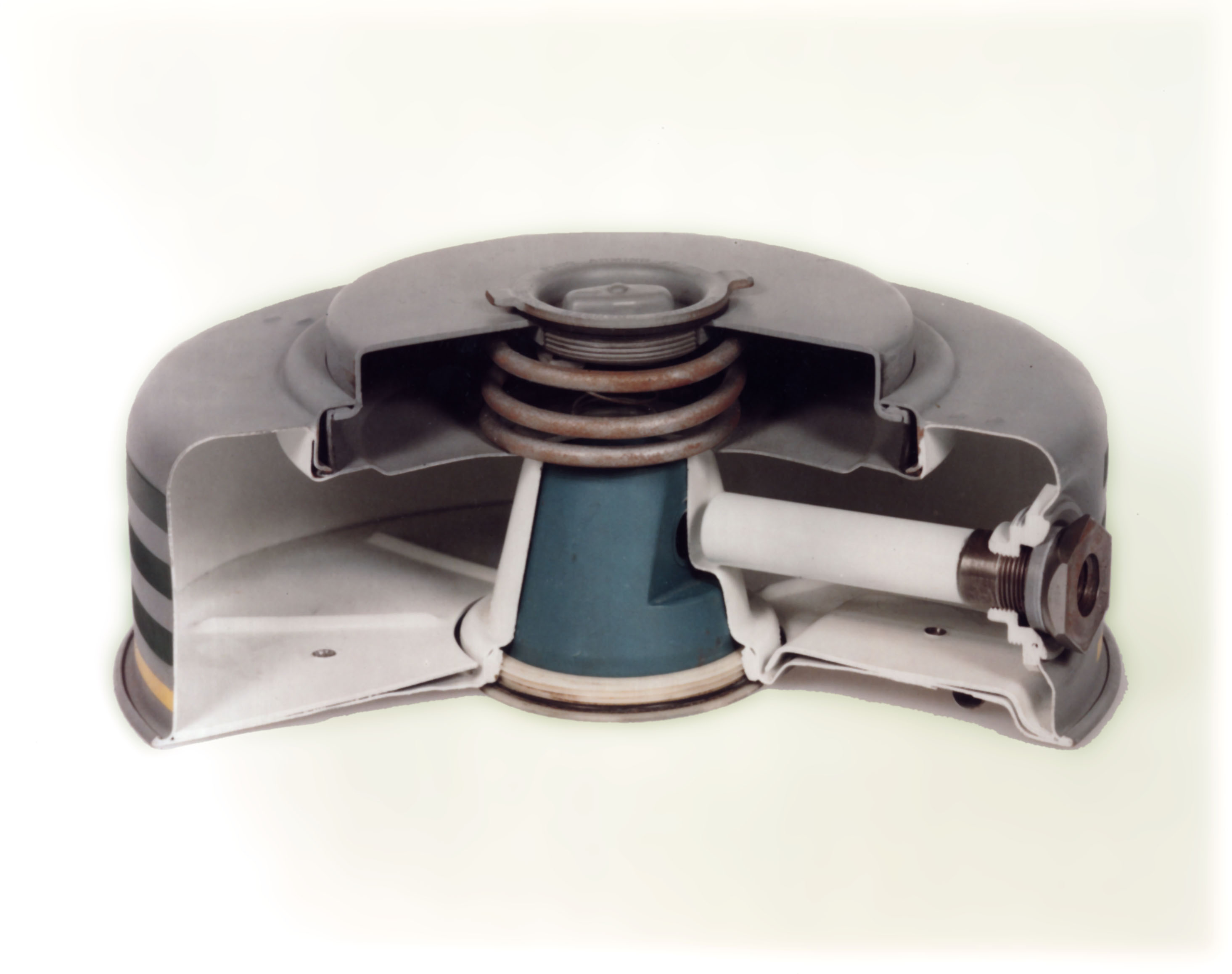
Корпус химической мины M23 (химическая мина), снаряжаемой VX, маркированный 3 зелёными и 1 жёлтой полосками

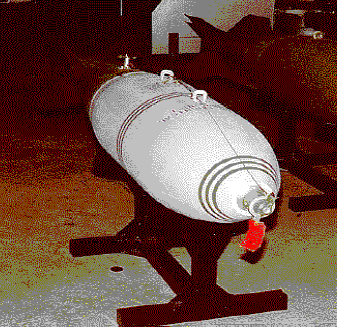
Химическая авиабомба MC-1 (авиабомба), снаряжённая зарином и маркированная 3 зелёными полосками

Химическое оружие различают по следующим характеристикам:
1. характеру физиологического воздействия ОВ на организм человека;
2. тактическому назначению;
3. быстроте наступающего воздействия;
4. стойкости применяемого ОВ;
5. средствам и способам применения.

По характеру физиологического воздействия на организм человека выделяют шесть основных типов отравляющих веществ:
- ОВ нервно-паралитического действия, воздействующие на нервную систему. Целью применения ОВ нервно-паралитического воздействия является быстрый и массовый вывод личного состава из строя с возможно бо́льшим числом смертельных исходов. К отравляющим веществам этой группы относятся зарин, зоман, табун, Новичок и V-газы.
- ОВ кожно-нарывного действия, наносящие поражение главным образом через кожные покровы, а при применении их в виде аэрозолей и паров — также и через органы дыхания. Основные отравляющие вещества — иприт, люизит.
- ОВ общеядовитого действия, которые, попадая в организм, нарушают передачу кислорода из крови к тканям. Это одни из самых быстродействующих ОВ. К ним относятся синильная кислота и хлорциан.
- ОВ удушающего действия, поражающие, главным образом, лёгкие. Главные ОВ — фосген и дифосген.
- ОВ психохимического действия, способные на некоторое время выводить из строя живую силу противника. Эти отравляющие вещества, воздействуя на центральную нервную систему, нарушают нормальную психическую деятельность человека или вызывают такие расстройства, как временная слепота, глухота, чувство страха, ограничение двигательных функций. Отравление этими веществами в дозах, вызывающих нарушения психики, не приводит к смерти. ОВ из этой группы — хинуклидил-3-бензилат (BZ) и диэтиламид лизергиновой кислоты.
- ОВ раздражающего действия, или ирританты (от англ. irritant — раздражающее вещество). Раздражающие вещества относятся к быстродействующим. В то же время их действие, как правило, кратковременно, поскольку после выхода из заражённой зоны признаки отравления проходят через 1—10 мин. Смертельное действие от ирритантов возможно только при поступлении в организм доз, в десятки-сотни раз превышающих минимально и оптимально действующие дозы. К раздражающим ОВ относят слезоточивые вещества, вызывающие обильное слезотечение, и чихательные, раздражающие дыхательные пути (могут также воздействовать на нервную систему и вызывать поражения кожи). Слезоточивые вещества (лакриматоры) — CS, CN (хлорацетофенон) и PS (хлорпикрин). Чихательные вещества (стерниты) — DM (адамсит), DA (дифенилхлорарсин) и DC (дифенилцианарсин). Существуют ОВ, совмещающие слезоточивое и чихательное действия. Раздражающие ОВ состоят на вооружении полиции во многих странах и поэтому классифицируются как полицейские, либо специальные средства несмертельного действия (спецсредства).

Известны случаи применения и других химических соединений, не ставящих первоначальной целью непосредственное поражение живой силы противника. Так, в 1854 году во время осады Севастополя (см. Крымская война) английскими войсками были применены одоранты, или «вонючие бомбы». Во Вьетнамской войне США применяли дефолианты, вызывающие опадание листьев с деревьев, — в частности, «Агент Оранж», содержащий чрезвычайно токсичный 2,3,7,8-ТХДД.
Согласно тактической классификации, отравляющие вещества подразделяются на группы по боевому назначению:
- смертельные — вещества, предназначенные для уничтожения живой силы, к которым относятся ОВ нервно-паралитического, кожно-нарывного, общеядовитого и удушающего действия;
- временно выводящие живую силу из строя — вещества, позволяющие обеспечить выведение живой силы противника из строя на сроки от нескольких минут до нескольких суток. К ним относятся психотропные (инкапаситанты) и раздражающие вещества (ирританты).

При этом, однако, несмертельные вещества также могут вызывать смерть. В частности, во время войны во Вьетнаме американская армия использовала следующие виды газов:
- CS — ортохлоробензилиден малононитрил и его рецептурные формы;
- CN — хлорацетофенон;
- DM — адамсит или хлордигидрофенарсазин;
- CNS — рецептурная форма хлорпикрина;
- BA (BAE) — бромацетон;
- BZ — хинуклидил-3-бензилат.

По утверждению самих американских военных, газы применялись в несмертельных концентрациях. Однако, как указывал профессор медицинского факультета Сорбонны Франсис Кан, во Вьетнаме были созданы условия (использование в большом количестве в замкнутом пространстве), когда газ CS являлся смертельным оружием.
По скорости воздействия различают быстродействующие и медленно действующие ОВ. К быстродействующим относят нервно-паралитические, общеядовитые, раздражающие и некоторые психотропные вещества. К медленно действующим веществам относят кожно-нарывные, удушающие и отдельные психотропные вещества.
В зависимости от продолжительности сохранения поражающей способности ОВ подразделяют на вещества кратковременного действия (нестойкие или летучие) и долговременного действия (стойкие). Поражающее действие первых исчисляется минутами (АС, CG). Действие вторых может продолжаться от нескольких часов до нескольких недель после их применения.
В ходе Первой мировой войны химическое оружие очень широко применялось в боевых действиях (Варшава, Осовец и так далее), однако, несмотря на смертоносность его действия, показало невысокую эффективность. Возможность применения крайне зависела от погоды, направления и силы ветра; подходящих условий для массированного применения приходилось в некоторых случаях ожидать неделями. При применении химического оружия в ходе наступлений использующая его сторона сама несла потери от собственного химического оружия, а потери противника не превышали потерь от традиционной артподготовки наступления. По мнению историка Первой мировой, Сергея Геннадьевича Нелиповича, низкая эффективность химического оружия привела к обоюдному «тихому отказу от использования оружия массового поражения» и в последующих войнах массированного боевого применения химического оружия уже не наблюдалось.
Во время Великой Отечественной войны, в рамках подготовки к началу химической войны со стороны Германии, в СССР проводились опыты применения химического оружия на добровольцах, с тем чтобы выпустить для населения серию плакатов с изображениями поражения от химического оружия. В июле 1941 года в Москве были отобраны студенты-медики (из числа добровольцев), которым на кожу левого предплечья нанесли капли иприта и люизита. Так как иприт и люизит обладают местным анальгезирующим действием, то добровольцы не чувствовали боли при нанесении. Несколько суток добровольцы пробыли на Лубянке, пока с кожи не сошли следы поражения. После этого на коже остались светло-коричневые пятна и всех добровольцев отпустили по домам, запретив разглашать об этом опыте.
В конце XX столетия, ввиду высокого развития защиты войск от ОМП, основным назначением боевых ОВ считалось изнурение и сковывание живой силы противника.

## История

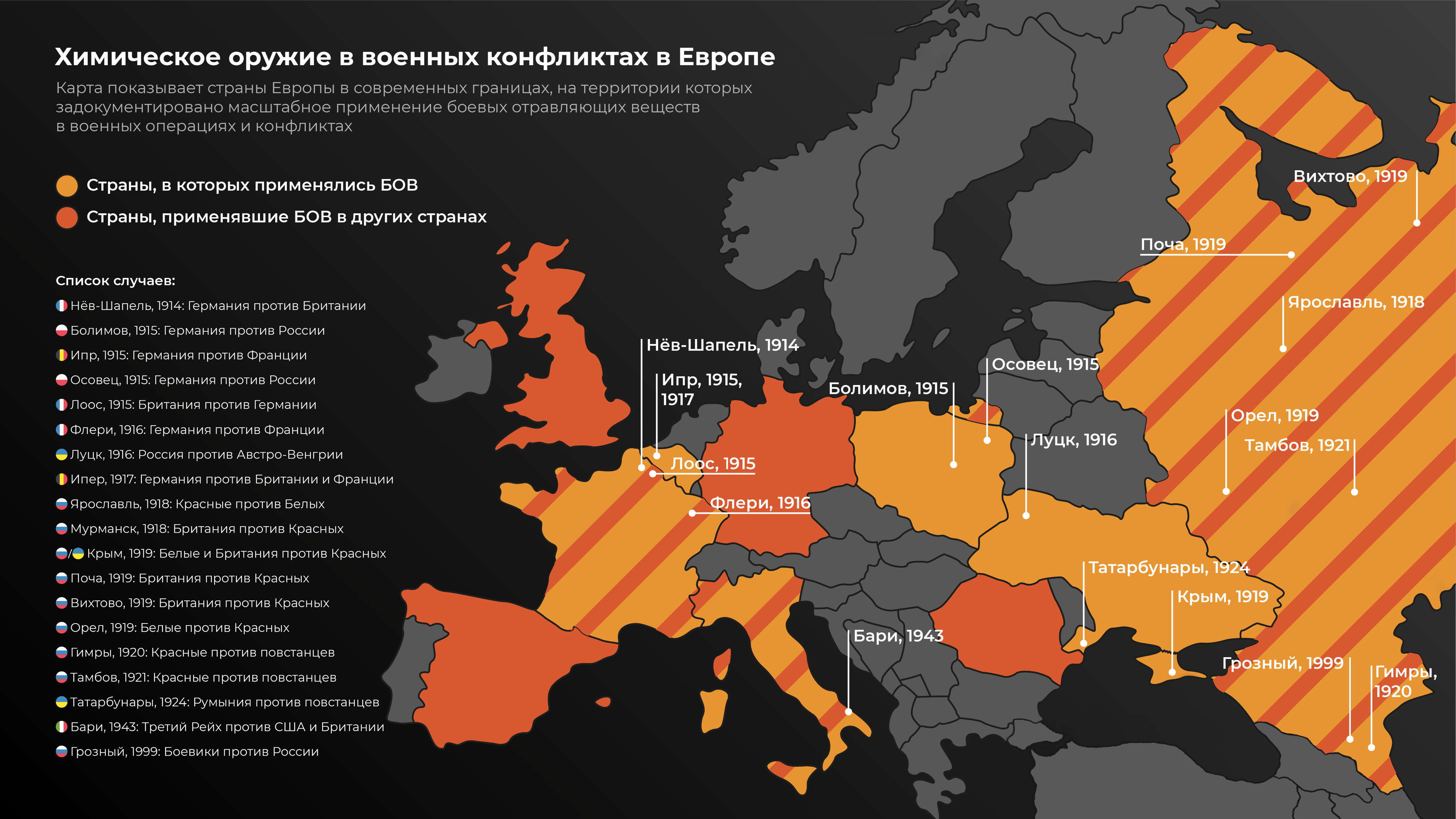
Применение химического оружия на карте Европы

### Войны и конфликты с применением химического оружия
- Первая мировая война (1914—1918; все стороны)[6]

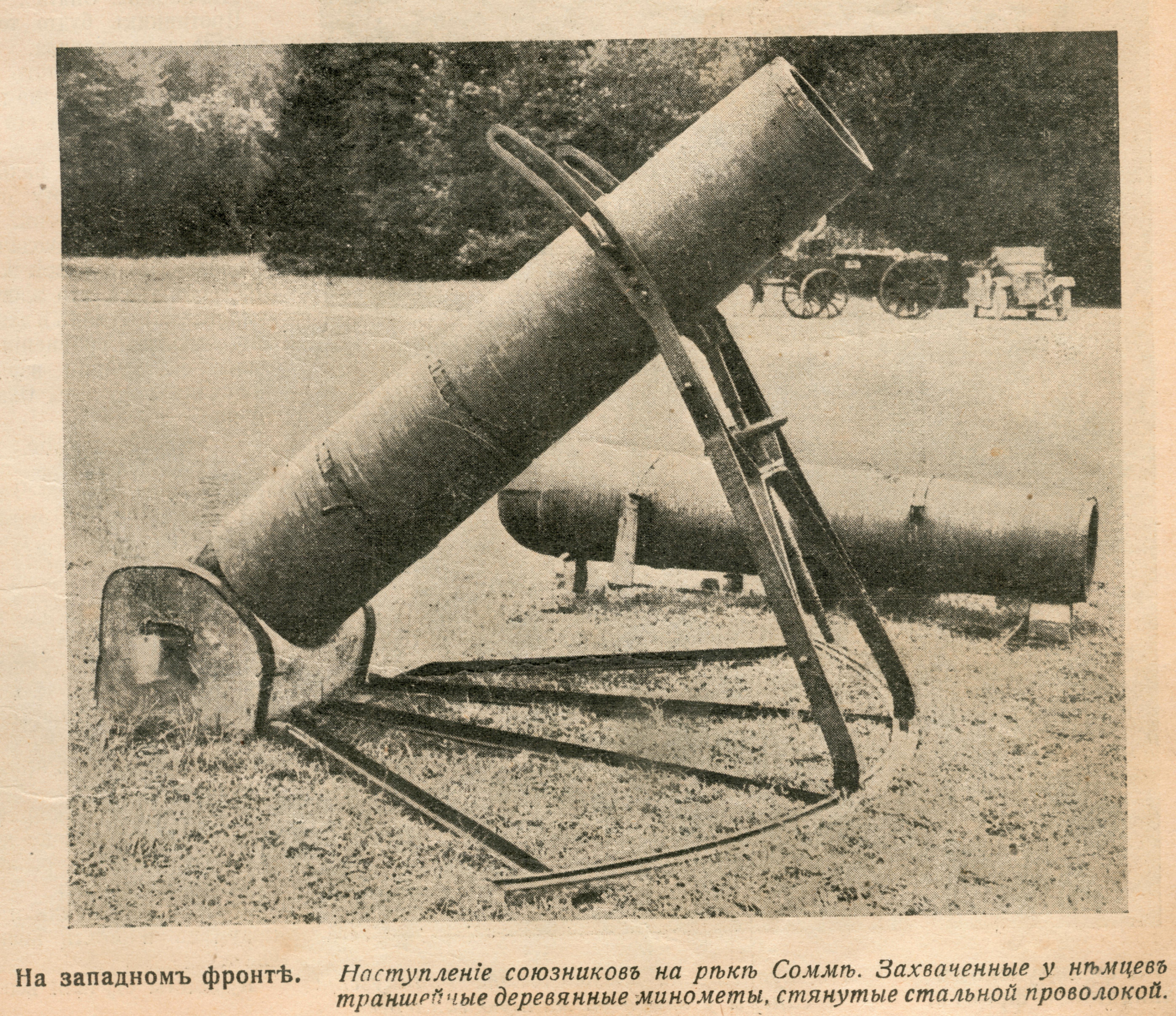
Германский миномёт, стреляющий химическими зарядами. 1916

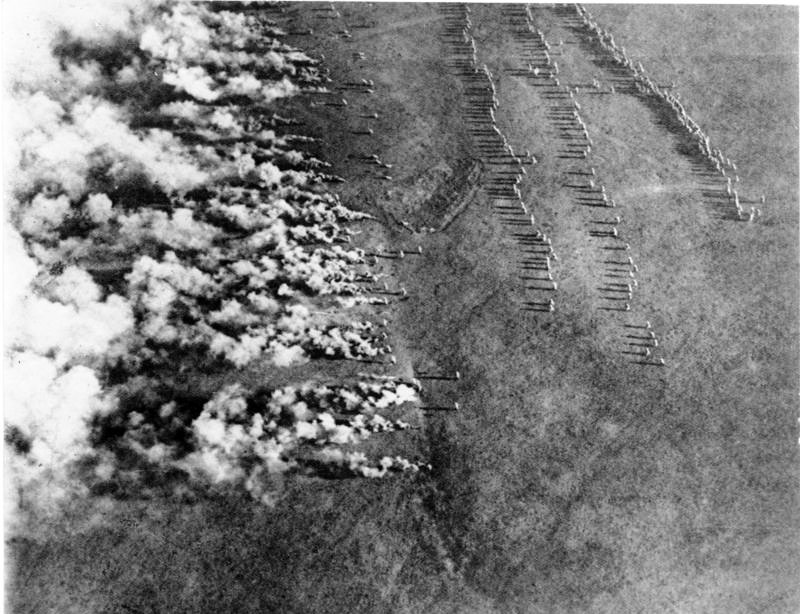
Образование газового облака боевых отравляющих веществ путём их распыления по ветру в направлении противника Германскими войсками в I Мировую войну на Восточном фронте

- Гражданская война в России: Ярославское восстание (1918; Красная Армия против белых)
- Гражданская война в России: Иностранная военная интервенция на севере России (1918—1919; английские интервенты против Красной Армии)[7]
- Гражданская война в России: Бои в Крыму, (1919; Белая армия и английские интервенты против Красной Армии)[7]
- Гражданская война в России: Орловско-Кромское сражение, (1919; Белая армия против Красной Армии)[7]
- Гражданская война в России: Штурм аула Гимры (Дагестан), (1920; Красная Армия)[7]
- Гражданская война в России: Тамбовское восстание (1920—1921; Красная Армия против повстанцев, согласно приказу 0016 от 12 июня)[8]
- Татарбунарское восстание (15-18 сентября 1924 года; Армия Румынии против восставших).
- Рифская война (1920—1926; Испания, Франция)
- Вторая итало-эфиопская война (1935—1936; Италия)
- Вторая японо-китайская война (1937—1945; Япония)
- Советско-японский пограничный конфликт у озера Хасан (1938; СССР, по ошибке[9])
- Война во Вьетнаме (1957—1975; Соединённые Штаты Америки, Северный Вьетнам[10])
- Гражданская война в Северном Йемене (1962—1970; Египет)[11]
- Ирано-курдский конфликт (1979—1980; применяли правительственные войска Ирана)[12]
- Ирано-иракская война (1980—1988; обе стороны)
- Ирако-курдский конфликт (правительственные войска Ирака в ходе операции «Анфаль»)
- Иракская война (2003—2010; повстанцы[13][14])
- Турецко-курдский конфликт (1921—н.в.; применяют правительственные войска Турции по курдским данным[15] с 1990-х годов[источник не указан 410 дней])
- Вторая чеченская война (во время штурма Грозного 29 декабря 1999 года боевики взорвали ёмкости с хлором и аммиаком)

- Гражданская война в Сирии (с 2011): по данным Human Rights Watch, в 2013—2018 годах произошло 85 подтверждённых химических атак, из них большинство было совершено сирийскими властями[16].

## Террористические атаки с применением химического оружия
20 марта 1995 г. секта Аум Синрикё в токийском метро совершила химическую атаку с применением боевого отравляющего вещества нервно-паралитического действия — зарина. Около 5000 человек получили серьёзные отравления верхних дыхательных путей, у многих наблюдались ожоги глаз. Погибло 13 человек.

## Осуществление актов геноцида с помощью химического оружия
- Во время Второй мировой войны Германией применялось отравляющее вещество Циклон Б для массового убийства в концентрационных лагерях гражданского населения оккупированных территорий, а также военнопленных.

## Борьба с преступностью при помощи ОВ

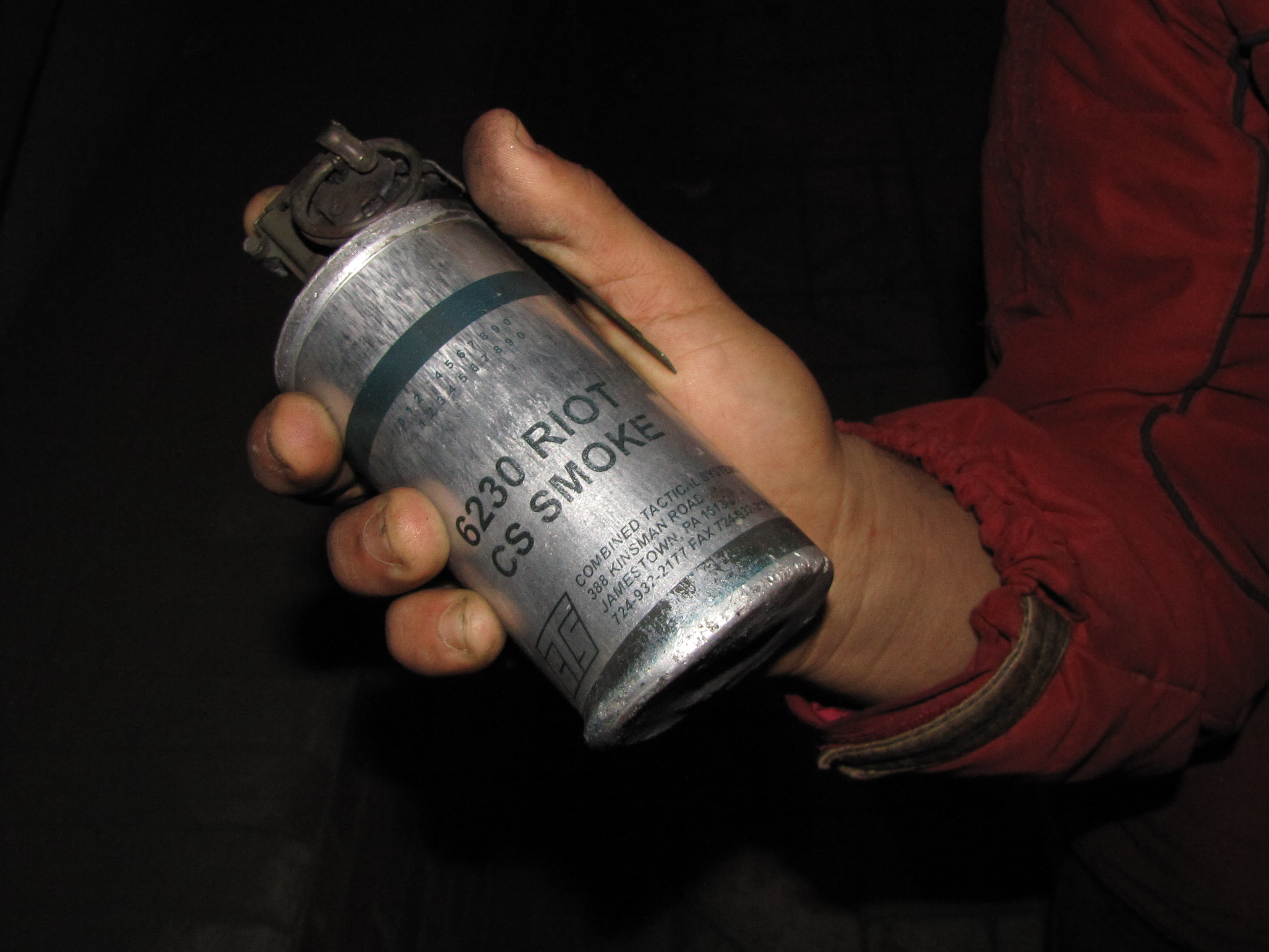
Химическая ручная граната с CS, корпус деформирован

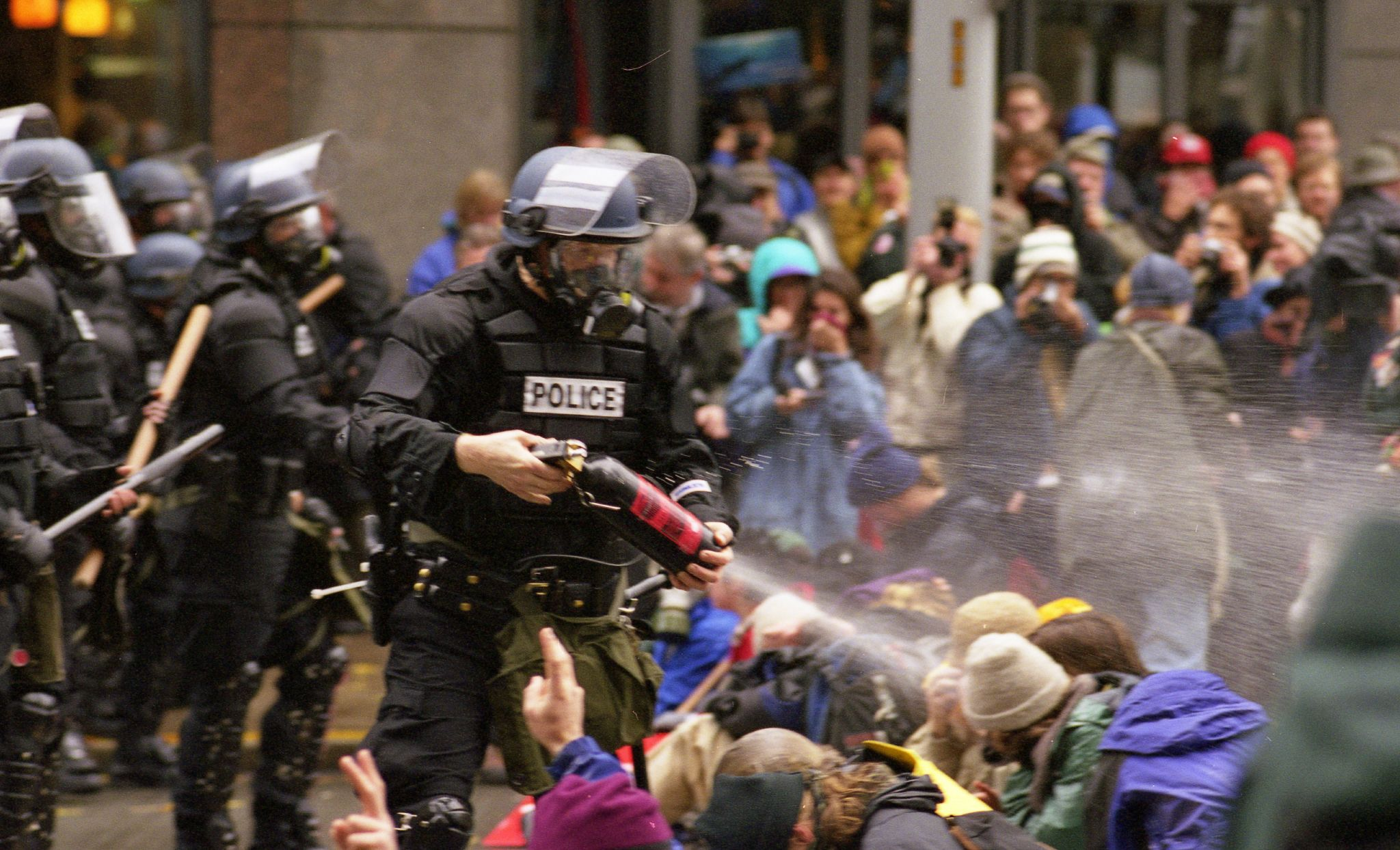
Применение полицейскими специальных аэрозольных баллончиков с ОВ раздражающего действия. Сиэтл, 1999 г.

Для борьбы с преступными элементами правоохранительные органы широко используют ОВ в основном раздражающего действия. Конвенция о запрещении химического оружия определяет «химическое средство борьбы с беспорядками» как «любой не включенный в списки химикат, способный быстро вызывать в организме человека раздражение органов чувств или физические расстройства, которые исчезают в течение короткого промежутка времени после прекращения воздействия» (статья II, пункт 7), и включает в цели, не запрещённые конвенцией, «правоохранительные цели, включая борьбу с беспорядками в стране» (статья II, пункт 9d). Конвенция запрещает использование таких веществ в военных целях (статья I, пункт 5: «Каждое государство-участник обязуется не использовать химические средства борьбы с беспорядками в качестве средства ведения войны»).

### Применение ОВ в гражданской самообороне
В ряде стран выпускаются и разрешены к приобретению гражданами в качестве гражданского оружия самообороны ОВ слезоточиво-раздражающего действия, в том числе:
- системы индивидуального баллонного газопуска и аэрозоли (обычно такие системы называют газовыми баллончиками);
- газовые пистолеты и револьверы с газовыми патронами.

В зависимости от законодательства, образцы гражданского газового оружия могут находиться в свободной продаже или требовать разрешения на приобретение.

### Борьба с беспорядками и демонстрациями

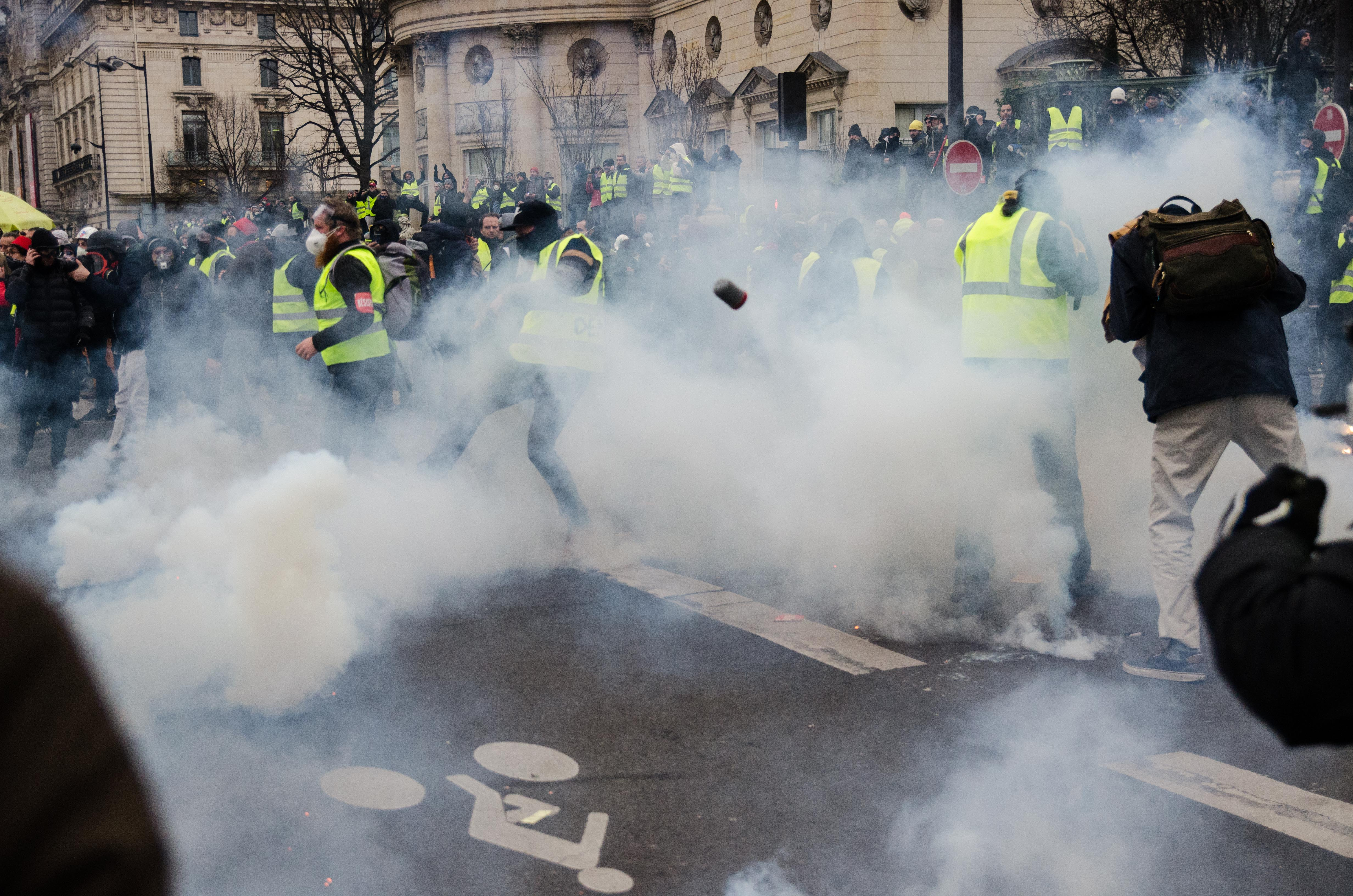
Образование аэрозольного облака ОВ раздражающего действия при разгоне демонстрации. Париж, 2019 г.

Для борьбы с беспорядками и нежелательными выступлениями властями многих стран используются ОВ нелетального действия.
ОВ могут применяться в виде:
- гранат с ОВ (в России — «Черёмуха», «Дрейф»);
- аэрозольного распылителя (в РФ — «Черёмуха 10М»).

## Химическое оружие в России
В 1993 году Россия подписала, а в 1997 ратифицировала Конвенцию о запрещении химического оружия. В связи с этим была принята федеральная целевая программа «Уничтожение запасов химического оружия в Российской Федерации» для уничтожения оружия, накопленного за многие годы его производства. Первоначально программа была рассчитана до 2009 года, однако в связи с недофинансированием она несколько раз продлевалась. По состоянию на апрель 2014 года в России уничтожено 78 % запасов химоружия. По состоянию на октябрь 2015 года Россия уничтожила 92 % своих запасов химического оружия.
В России существовали восемь объектов хранения химического оружия, каждому из которых соответствовало предприятие по его уничтожению:
- с. Покровка Безенчукского района Самарской области (г. Чапаевск-11), завод по уничтожению смонтирован военными строителями одним из первых, в 1989 г., но до настоящего времени законсервирован;
- п. Горный (Саратовская область) (завершил переработку в 2008);
- г. Камбарка (Удмуртская Республика) (завершил переработку в 2009);
- п. Кизнер (Удмуртская Республика) (введён в эксплуатацию в 2013[22], завершил переработку в 2017);
- г. Щучье (Курганская область) (завод введён в эксплуатацию в 2009, завершил переработку в 2015[23]);
- п. Марадыково (объект «Марадыковский») (Кировская область) (введён в эксплуатацию в 2006, завершил переработку в 2015[24]);
- с. Леонидовка (Пензенская область) (введён в эксплуатацию в 2008, завершил переработку в 2015[25]);
- г. Почеп (Брянская область) (введён в эксплуатацию в 2010, завершил переработку в 2015[21]).

27 сентября 2017 года Президенту Российской Федерации В. В. Путину было доложено о полной ликвидации химического оружия РФ.